# Lorenzo Lunadei
Lorenzo Lunadei (Ciudad de San Marino, San Marino, 12 de julio de 1997) es un futbolista sanmarinense. Juega de centrocampista y su equipo es el La Fiorita del Campeonato Sanmarinense de fútbol.

## Trayectoria
Lunadei comenzó su carrera en las inferiores del FYA Riccione y luego continuó su carrera en San Marino.

## Selección nacional
Debutó con la selección de San Marino el 22 de febrero de 2017 ante Andorra.

## Clubes
| Club         | País       | Año           |
| ------------ | ---------- | ------------- |
| FYA Riccione | Italia     | 2015-2017     |
| La Fiorita   | San Marino | 2017          |
| FYA Riccione | Italia     | 2017-2021     |
| San Giovanni | San Marino | 2021          |
| La Fiorita   | San Marino | 2021-presente |

## Palmarés

### Títulos nacionales
| Título                  | Club       | País       | Año     |
| ----------------------- | ---------- | ---------- | ------- |
| Campeonato Sanmarinense | La Fiorita | San Marino | 2016-17 |
| Campeonato Sanmarinense | La Fiorita | San Marino | 2021-22 |
| Supercopa de San Marino | La Fiorita | San Marino | 2022    |